# Персидские сады

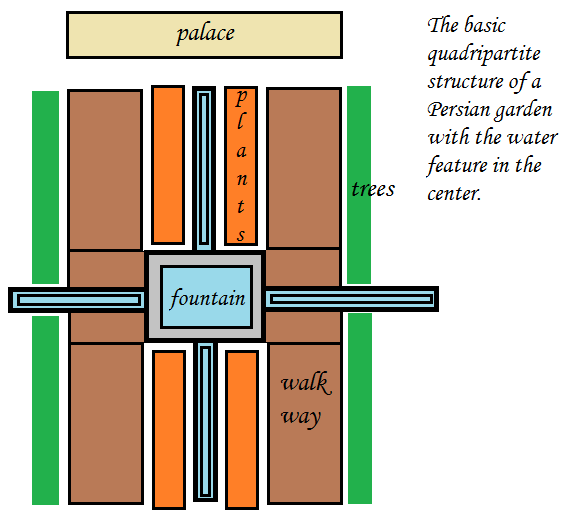
Принципиальная схема персидского сада. Обратите внимание на четырехстороннее строение с фокусным водным элементом, соединяющим акведуки и окружающие деревья, а также расположение дворца.

Персидские сады — сады в Иране и некоторых других странах, испытавших его культурное влияние (от Андалусии в Испании до западной части Индии), построенные в соответствии с традициями персидского садово-паркового искусства. Наиболее известным примером воплощения персидской философии сада является сад Тадж-Махала в Индии.
В 2011 году девять сохранившихся персидских садов на территории Ирана (в городах Пасаргады, Исфахан, Кашан, Шираз, Махан, Йезд, Аббасабад, Акбарих, Пахлеванпур) были включены в список объектов Всемирного наследия ЮНЕСКО.

## Галерея

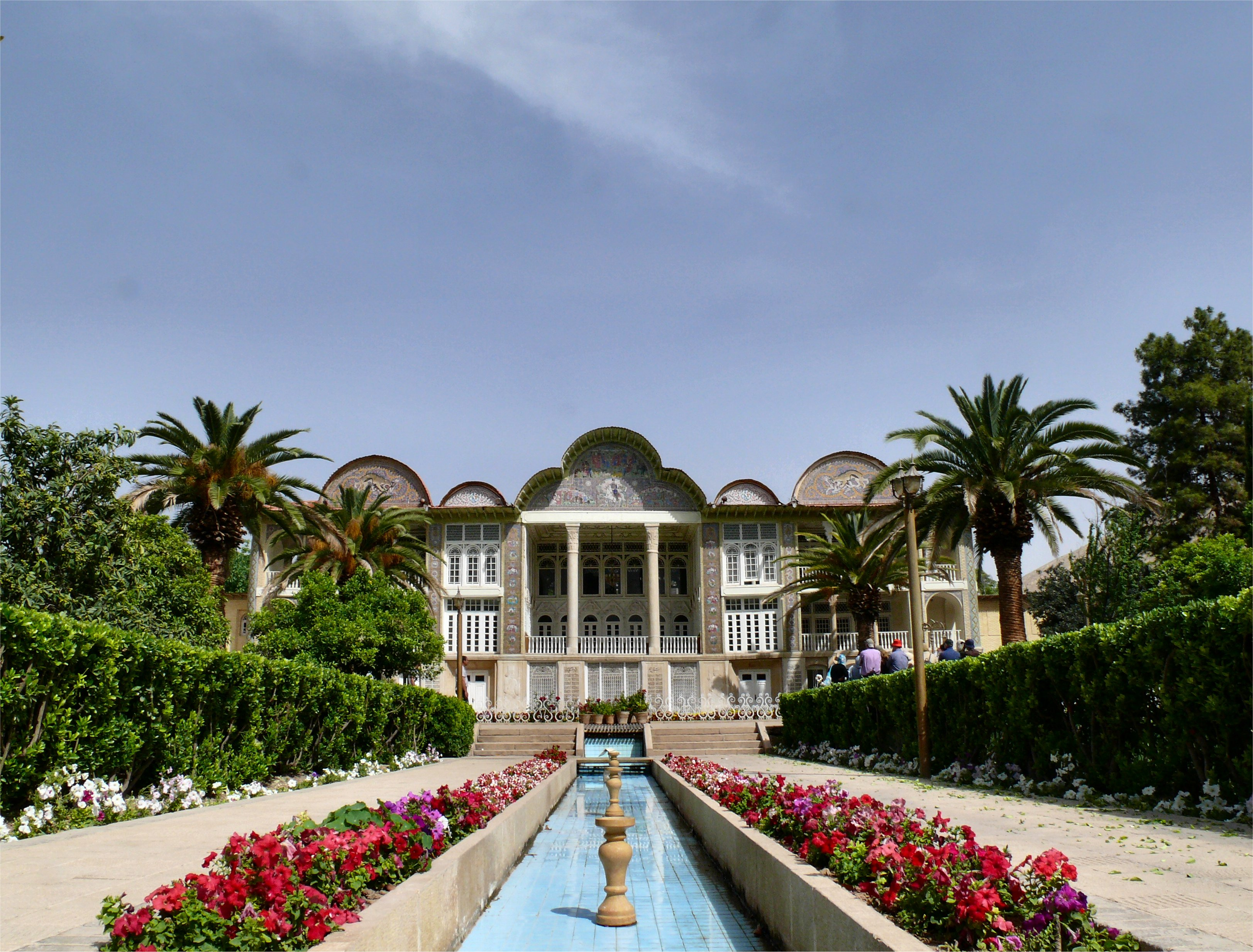
Эрам — знаменитый исторический персидский сад в Ширазе, Иран
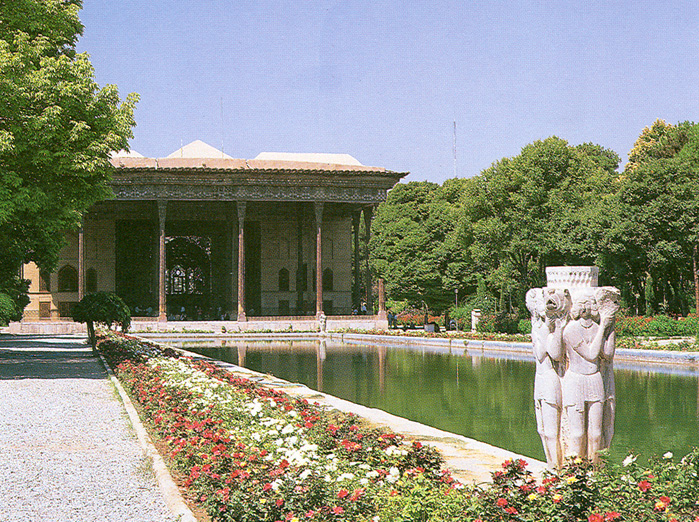
Сад дворца Чехель Сотун в Иране
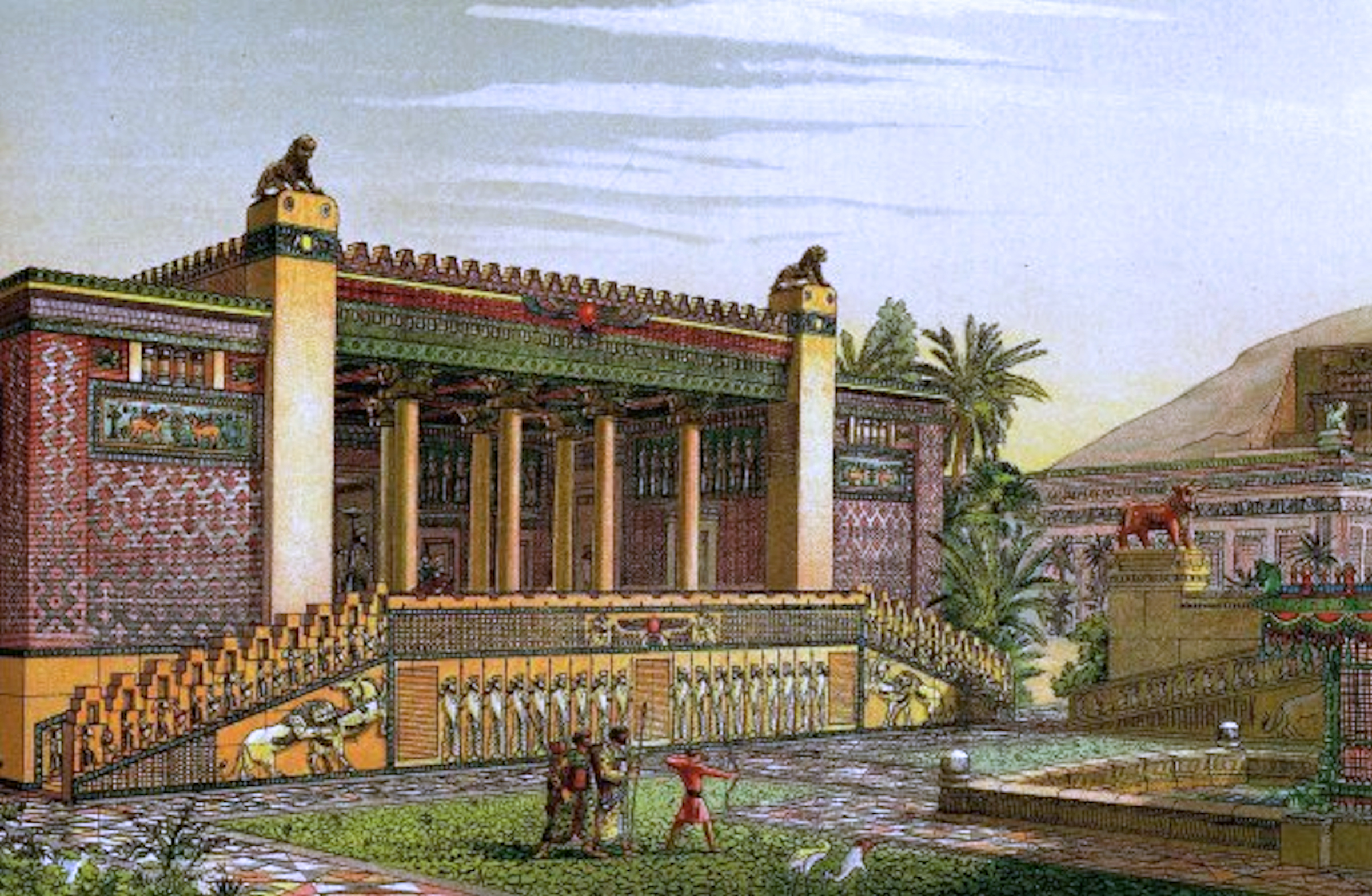
Сады вне дворца Дария I в Персеполе
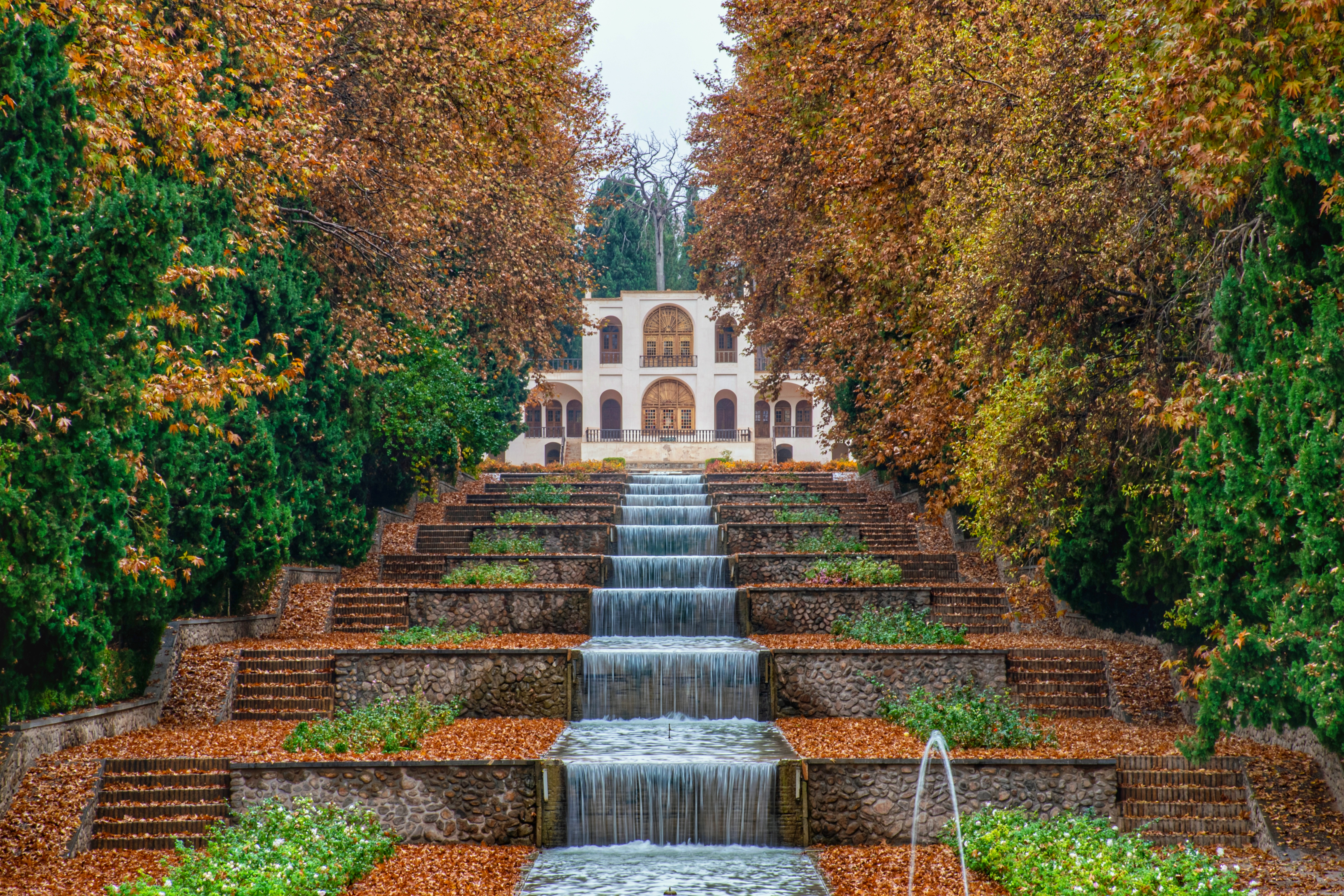
Сад Шахзаде является одним из крупнейших садов остана Керман.
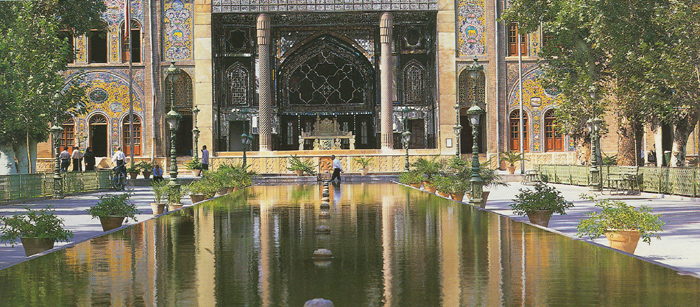
Сад во Дворце Голестан Тегерана
Сад Аббас Абад, Бехшехр, Мазендеран
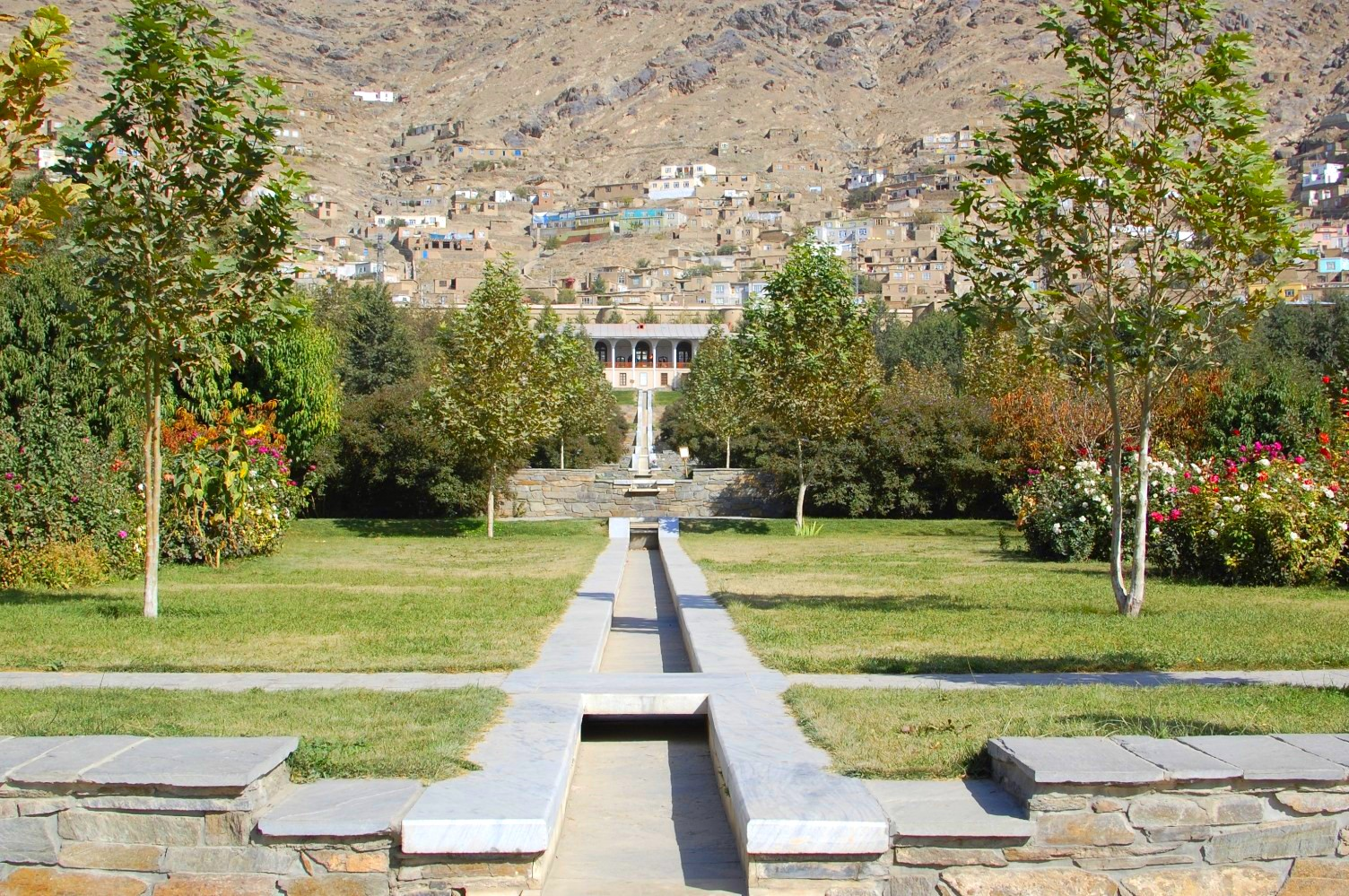
Баги Бабур в Кабуле, Афганистан
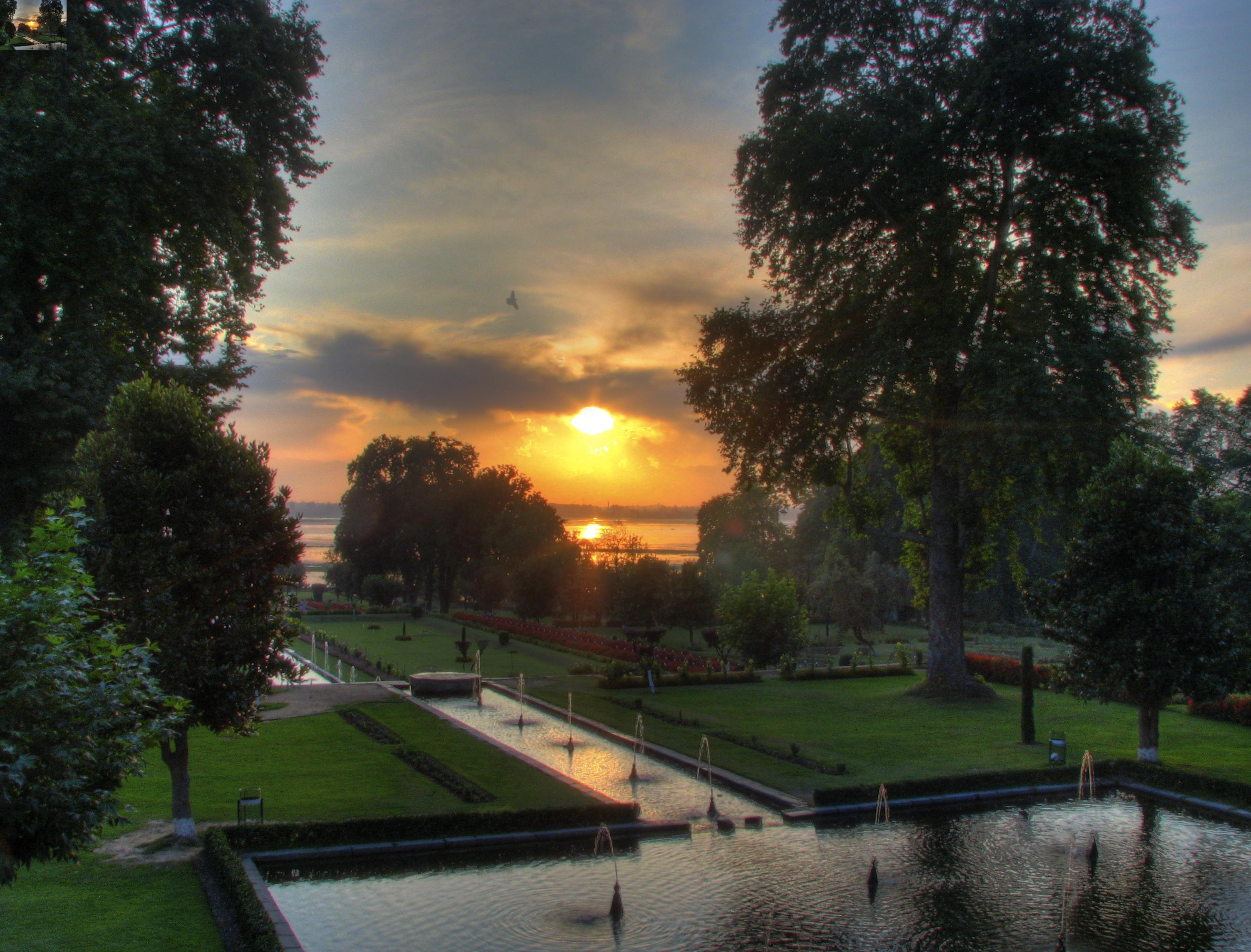
Закат у садов Нишат Баг[англ.]
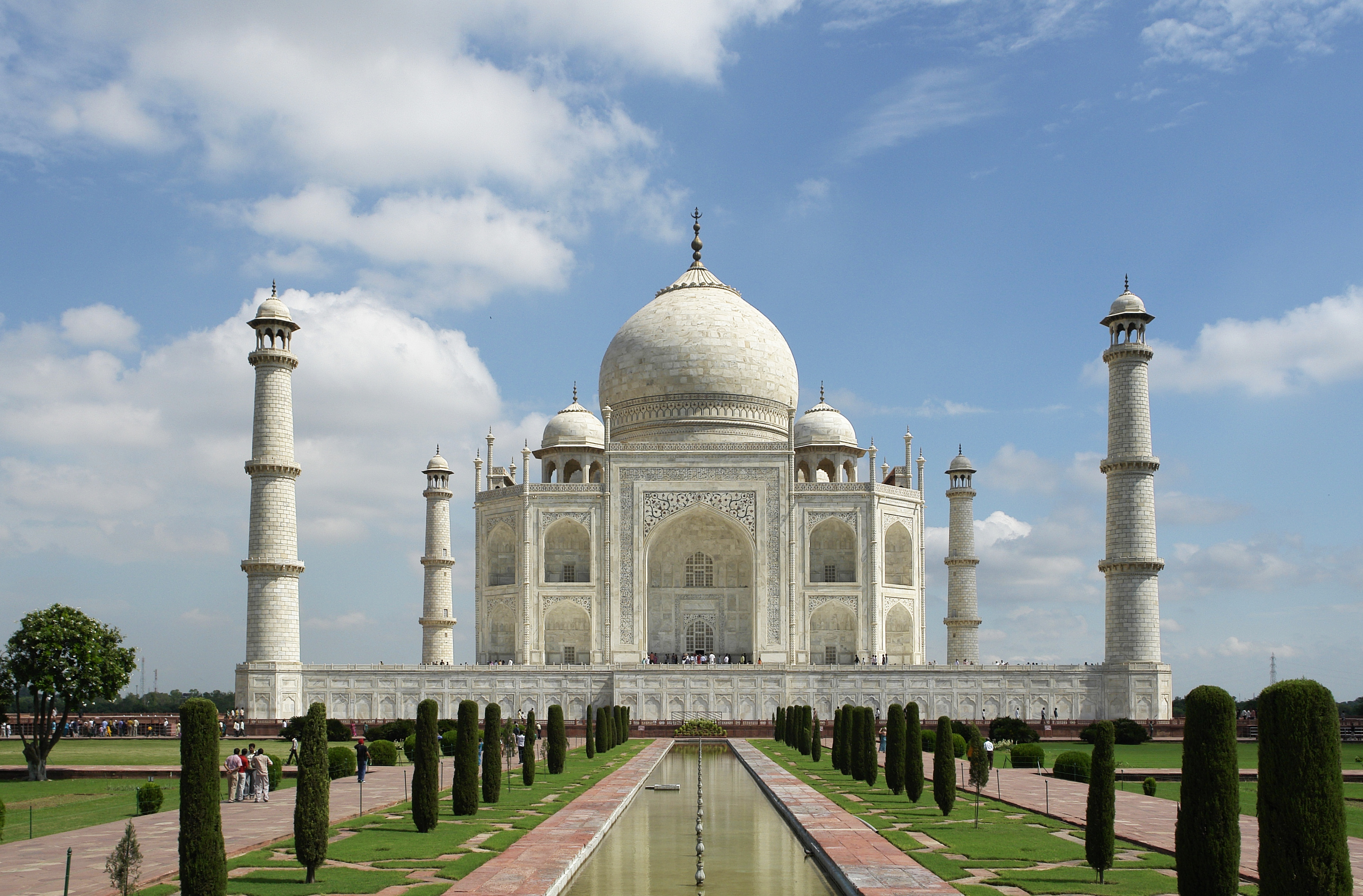
Тадж-Махал
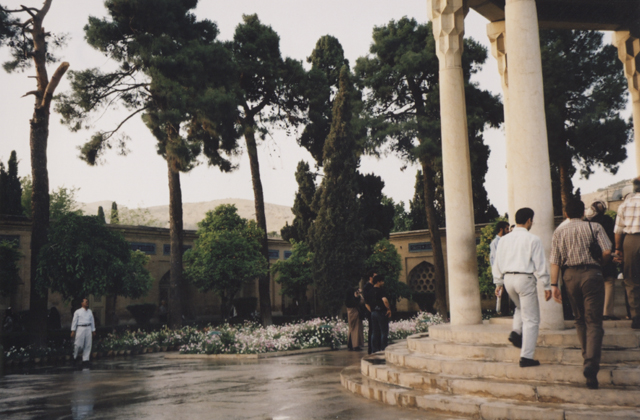
Элементы персидского сада, такие как тень, джуб и дворовый стиль хаят в общественном саду в Ширазе
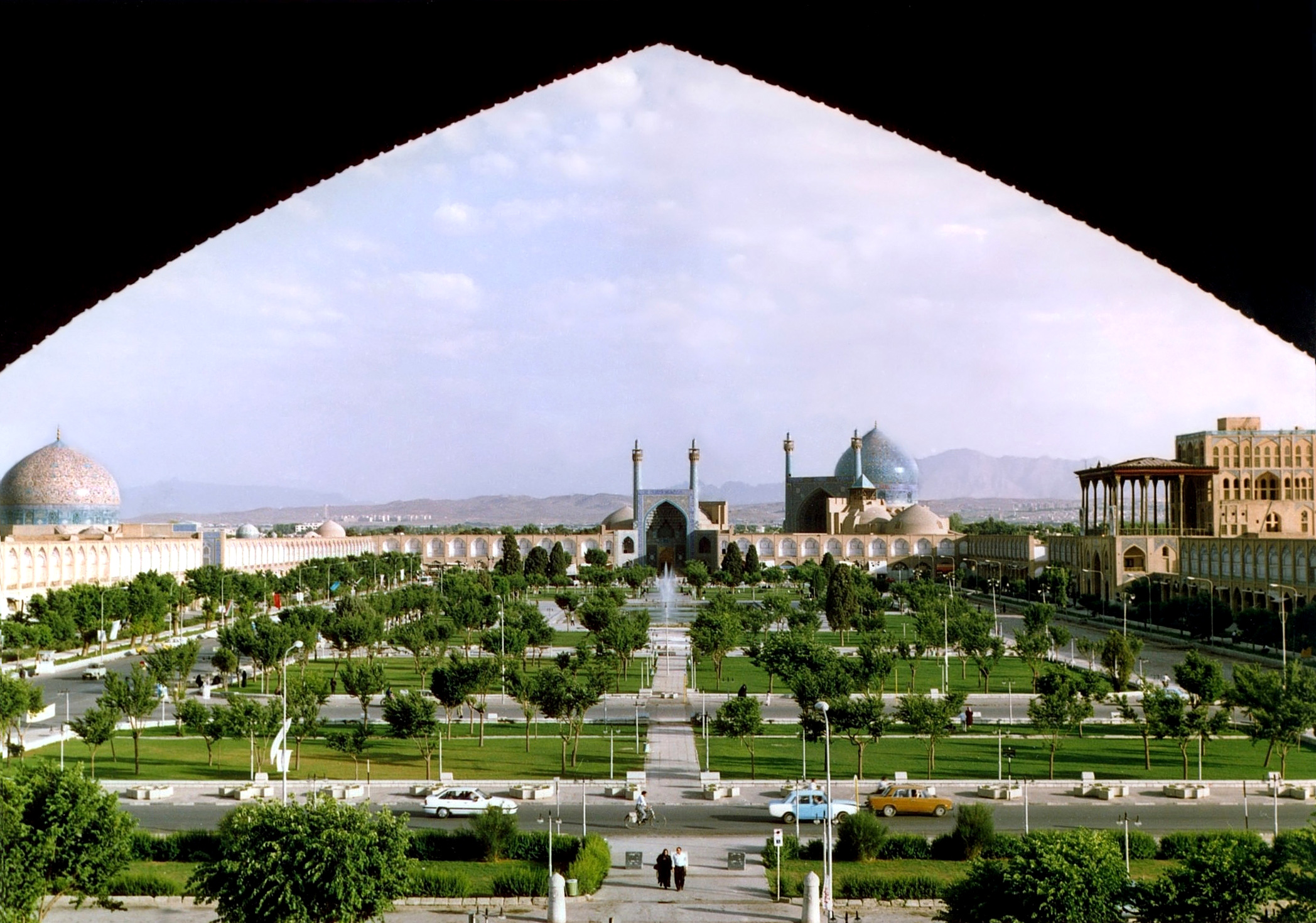
Площадь Накш-э Джахан, Королевская площадь (Майдан) в Исфахане, построенная между 1598 и 1629 годами